# Hawkeye, King of the Castle
Hawkeye, King of the Castle è un cortometraggio muto del 1915 scritto, diretto e interpretato da Hay Plumb.

## Trama
Il custode del castello sogna di essere un cavaliere e di combattere per salvare una fanciulla.

## Produzione
Il film fu prodotto dalla Hepworth.

## Distribuzione
Distribuito dalla Hepworth, il film - un cortometraggio di 114 metri - uscì nelle sale cinematografiche britanniche nel gennaio 1915.
Fu distrutto nel 1924 dallo stesso produttore, Cecil M. Hepworth. Fallito, in gravissime difficoltà finanziarie, Hepworth pensò in questo modo di poter almeno recuperare il nitrato d'argento della pellicola.